# Liste der sächsischen Gesandten im Vereinigten Königreich
Dies ist eine Liste der sächsischen Gesandten in England (bis 1707) und im Vereinigten Königreich.

## Missionschefs
1671: Aufnahme diplomatischer Beziehungen

### Gesandte desKurfürstentum Sachsen
…
- 1699–1710: Karl Christian Kirchner
- 1710–1714: Charles Pierre d’Elorme
- 1714–1718: Georg Sigismund von Nostitz (1672–1751)
- 1718–1718: Karl Philipp von Wartensleben-Flodroff
- 1718–1728: Jacques le Coq
- 1730–1732: Friedrich Carl von Watzdorf (–1764)
- 1733–1733: Heinrich von Bünau (1697–1762)
- 1733–1738: Johann Adolph von Loß
- 1739–1742: Adam Adolph von Utterodt (–1744)
- 1742–1751: Karl Georg Friedrich von Flemming (1705–1767)
- 1752–1757: Carl Ludwig Wiedmarckter (Geschäftsträger)

…
- 1763–1763: Johann Georg von Einsiedel (1730–1811)
- 1764–1806: Hans Moritz von Brühl (1736–1809)[3]

### Gesandte desKönigreich Sachsen
- 1806–1809: Hans Moritz von Brühl (1736–1809)[3]
- 1809–1815:
- 1815–1816: Carl von Friesen (1786–1823)
- 1816–1823: Wilhelm August von Just (1752–1824)
- 1823–1824: Maximilian von Schreibershofen (1785–1881) Resident in Kassel[2]
- 1824–1832: Friedrich Bernhard Biedermann (1775–1844)
- 1832–1846: Georg Rudolf von Gersdorff (1804–1894)
- 1846–1853: Friedrich Ferdinand von Beust (1809–1886)
- 1853–1869: Karl Friedrich Vitzthum von Eckstädt (1819–1895)
- 1869–1874: Oswald von Fabrice (1820–1898)

1874: Auflösung der Gesandtschaft